# Étienne Poncher
Étienne Poncher (1446 – Parigi, 24 febbraio 1525) è stato un arcivescovo cattolico e diplomatico francese.

## Biografia
Dopo essere stato avviato alla carriera ecclesiastica e aver studiato legge, fin da giovane iniziò a ricevere prebende e nel 1485 divenne consigliere del Parlamento di Parigi e nel 1498 presidente della Chambre des Enquêtes.
Nominato vescovo di Parigi nel 1503 su richiesta del re Luigi XII di Francia, ricevette dal re alcune missioni in Germania e Italia. Dopo essere stato designato cancelliere del Duca di Milano, divenne Custode del Sigillo di Francia nel 1512 e mantenne l'incarico fino a Francesco I di Francia, che comunque lo utilizzò per varie missioni diplomatiche.
Divenne arcivescovo di Sens nel 1519. Le sue Constitutions synodales furono pubblicate nel 1514.

## Successione apostolica
La successione apostolica è:
- Vescovo François Poncher (1519)